# 同性恋解放运动
同性戀解放運動（gay liberation）興起於1960年代後期至1980年代中期，鼓勵同性戀者採取激進的直接行動並以同性戀自豪對抗社會的敵對。這一時期，同性戀社群每年在六月舉辦一年一度的遊行（紀念石牆暴动）現在同性戀解放運動則已經演化為LGBT權利運動。